# رابرت هریس
رابرت دنیس هریس CBE (انگلیسی: Robert Dennis Harris، ۷ مارس ۱۹۵۷) رمان‌نویس بریتانیایی و روزنامه‌نگار سابق است. اگرچه او کار خود را در روزنامه‌نگاری و نوشتن مطالب غیرداستانی آغاز کرد، اما بیشتر به‌خاطر آثار تاریخی‌اش شناخته می‌شود. هریس با رمان پرفروش پدرسرزمین شروع کرد و در ادامه بر رویدادهای مربوط به جنگ جهانی دوم تمرکز داشت. سپس به نوشتن آثار تاریخی در مورد روم باستان پرداخت. آثار اخیر او بیشتر در دوران پس از سال ۱۸۷۰ می‌گذرد و در زمینه‌های متنوعی قرار دارد.
چندین رمان هریس به آثار تصویری تبدیل شده‌اند که مهم‌ترین آن‌ها سایه‌نویس (۲۰۱۰) و افسر و جاسوس (۲۰۱۹) هستند. او فیلمنامه این آثار را به همراه کارگردان رومن پولانسکی نوشته است. همچنین آخرین اثر او، مجمع کاردینال‌ها، در سال ۲۰۲۴ منتشر شد.

## برای مطالعهٔ بیشتر
- Preston, Alex (3 July 2021). "Robert Harris: 'My method is usually to start a book on 15 January and finish it on 15 June'" (Interview). The Guardian. Retrieved 4 July 2021.